# Alfio Ticci
Alfio Ticci (né en 1944 à Monteriggioni) est un dessinateur italien de bande dessinée. 

## Biographie
Frère cadet de Giovanni Ticci (Tex Willer), il a travaillé pour les éditions Lug, le studio Giolitti et la Cépim (ancêtre de Sergio Bonelli Editore). 
- 1978 : Il collabore avec son frère sur Tex et dessine dans Collana Rodeo L’Esploratore scomparso d’après Livingstone (publié dans Les Indomptables 7 : Retrouvez Livingstone par Mon journal).
- 1979 : Plusieurs épisodes de Joselito dans un style assez proche de celui de son frère (publié en France dans la revue du même nom chez Mon journal).
- 1998 : il dessine Penna, Pennini e Pennarelli de G. Brunero et Un eroe per amico.